# Otto von der Linde

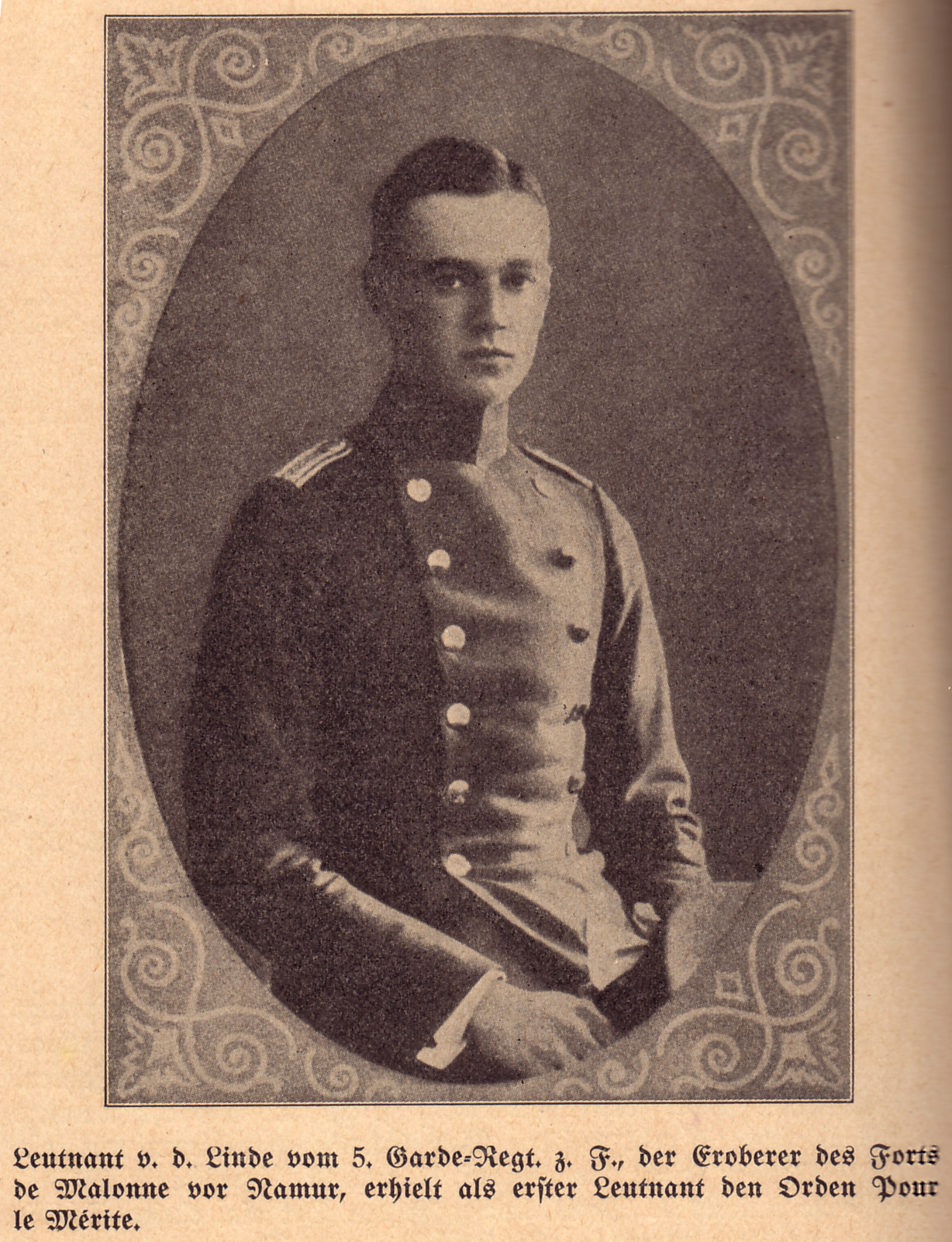
Leutnant Otto von der Linde

Otto von der Linde (* 13. Januar 1892 in Regenwalde, Hinterpommern; † 23. Mai 1984 in Wienhausen bei Celle) war ein deutscher Offizier und Pour-le-Mérite-Träger.

## Leben
Linde war Sohn des Richters Rudolf von der Linde (1853–1930). Er diente während des Ersten Weltkrieges im 5. Garde-Regiment zu Fuß im Range eines Leutnants. Er wurde am 18. September 1914 mit dem höchsten preußischen Orden, dem Pour le Mérite, ausgezeichnet. Diesen erhielt er für die Einnahme des belgischen Forts de Malonne bei Namur am 24. August 1914. Die Besatzung des schwer bewaffneten Forts ergab sich Linde und vier weiteren Soldaten kampflos. Im weiteren Kriegsverlauf wurde er an der Ostfront schwer verwundet.
Nach dem Krieg lernte Linde zunächst Landwirtschaft und bewirtschaftete nach seiner Heirat mit Gisela von Oertzen (* 1898; † 1960) ab 1922 das Gut Dorow im Landkreis Regenwalde in Hinterpommern, das seiner Schwiegermutter, der Schriftstellerin Elisabeth von Oertzen, geborene von Thadden (* 1860; † 1944) gehörte. In den 1930er Jahren wurde er als Oberleutnant Reserveoffizier im Infanterieregiment 5. Im Zweiten Weltkrieg war er zuletzt Oberst und Regimentskommandeur.
1945 aus seiner pommerschen Heimat vertrieben, lebte er mit seiner Familie zunächst in Alt-Wallmoden bei Goslar und musste seinen Lebensunterhalt mit Gelegenheitsarbeiten bestreiten. Nach dem Tod seiner Frau zog er nach Wienhausen bei Celle. In dieser Zeit wurde er auch als Jagdschriftsteller und Autor von zwei Büchern bekannt, in denen er über eigene Jagderlebnisse in Pommern und Kanada berichtete.

## Schriften
- Otto von der Linde: Auf dem Rückwechsel: 40 Jahre Waidwerk. Parey, 1958
- Otto von der Linde: Hirsche, Sauen, schwarze Bären. BLV-Verlagsgesellschaft, 1970